# 디포네고로 전쟁
자와 전쟁 또는 디파느가라 전쟁은 1825년부터 1830년까지 중앙 자와섬에서 벌어진 전쟁이다.
1822년 하멩쿠부워노 4세가 독살이라는 소문 속에 사망하고 차기 술탄이 된 3세의 하멩쿠부워노 5세를 누가 후견인이 되어 보좌할 것인지를 놓고 논쟁이 벌어져 정국은 혼란으로 치달았다. 우연히 겹친 1821년의 쌀 흉작과 1822년의 므라피 화산 대폭발도 사회 혼란의 징조로 여겨졌다. 1825년 5월, 트갈라자 근방에 신설될 도로 문제를 놓고 디파느가라의 추종자들과 정적 다누르자 4세(Patih Danureja IV)의 부하들 사이에 충돌이 벌어졌는데, 이것이 큰 문제로 불거져 7월 20일 네덜란드 식민 정부는 디파느가라를 체포하기 위해 욕야카르타에서 군대를 파견하였다. 네덜란드군과 디파느가라의 추종 세력 간에 불가피한 무력 충돌이 발생하였고, 트갈라자는 약탈과 방화를 겪었다. 디파느가라는 소동을 피해 피신하여 네덜란드에 대항하기 위한 세력을 끌어모았고, 이는 곧 네덜란드에 대한 반란으로 비화되었다.
디파느가라의 반란 세력은 급속도로 거대화하였다. 욕야카르타 궁성의 왕자 29명 중 15명, 욕야카르타 지역의 부파티 88명 중 41명이 디파느가라의 반란 세력에 가담했고, 수라카르타 지역의 토착 세력 역시 디파느가라의 승세가 확실하다면 이에 가담할 기미를 보였다. 디파느가라 전쟁의 정신적 지주가 된 키야이 마자(Kiyai Maja)를 구심점으로 하는 자와 지역의 이슬람 사회도 디파느가라를 지지하여 네덜란드와 반목했다. 키야이 마자를 비롯한 많은 사람들이 디파느가라를 위해 싸웠으며, 직접 싸우지 못하면 포병 부대의 대포 끄는 일이라도 자원하였다. 망쿠느가라와 마두라의 군대도 디파느가라의 편에 섰다. 네덜란드인을 포함한 유럽인에 대한 공격이 확대되어 갔고, 네덜란드 식민 당국은 중동부 자와 전 지역에서 군사적 위협을 받았다. 그러나 욕야카르타의 술탄을 보좌하는 세력은 네덜란드를 지지하여 군대를 보내 도왔다.

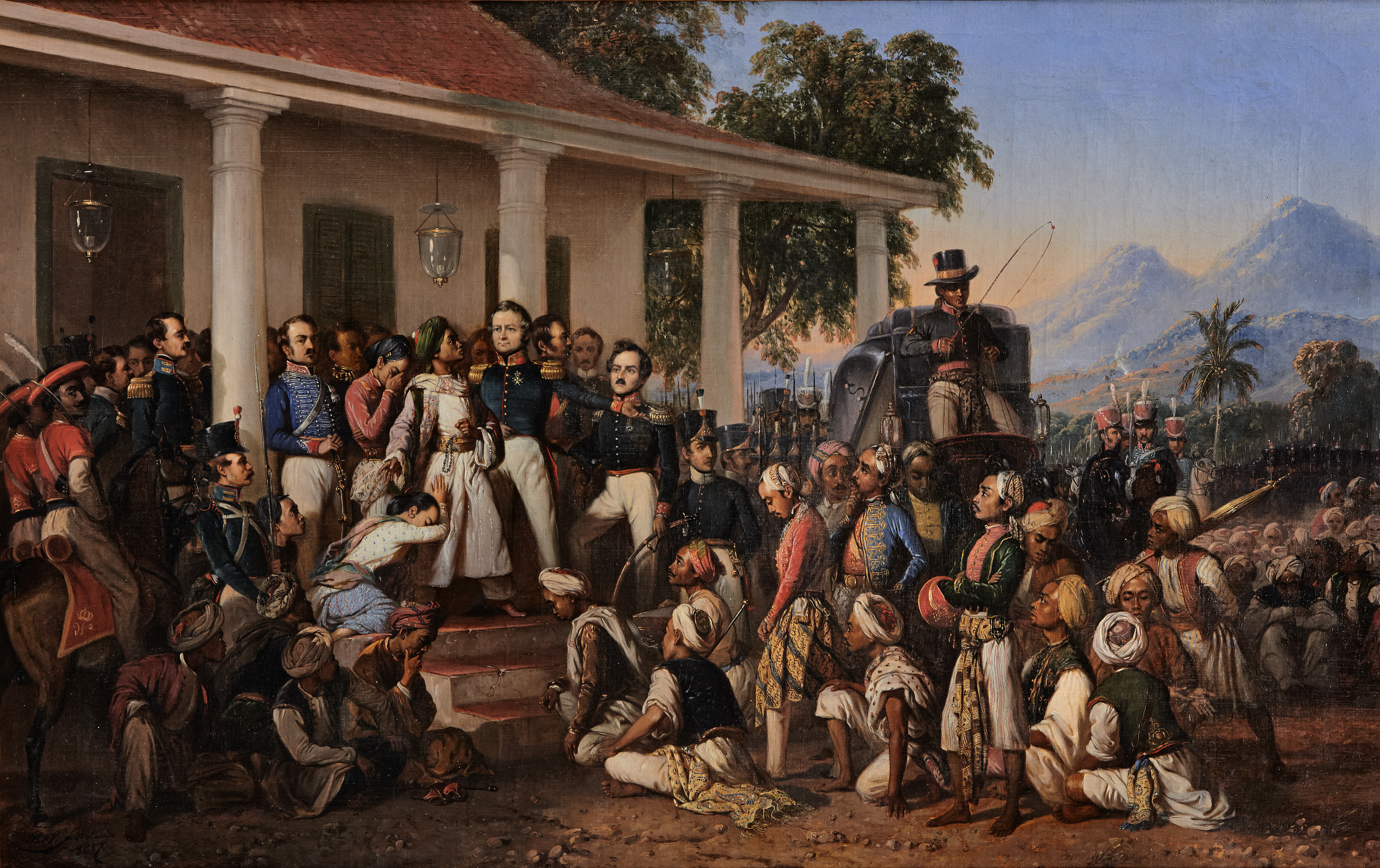
라덴 살레, <디파느가라 왕자의 체포>

디파느가라의 세력은 1826년 말까지 중부 자와 내륙 지방의 대부분을 통제하게 되었다. 1826년까지 네덜란드도 자와에 투입한 군사력을 보강하였으나, 게릴라 전술을 사용하는 디파느가라군을 맞아 고전을 면치 못하였다. 자와인의 지지를 얻어 사태를 수습하기 위해 네덜란드는 퇴위한 술탄 하멩쿠부워노 2세를 암본의 망명지에서 귀환시켜 욕야카르타 술탄국의 술탄으로 다시 앉히기도 했으나, 전혀 효과가 없었다. 이에 네덜란드는 1827년부터 전면적인 진압 작전에 들어갔으며, 이런 노력에 힘입어 1828년부터는 디파느가라 전쟁의 판도가 역전되어 디파느가라에게 불리하게 되었다. 결정적으로, 1829년 4월에는 키야이 마자가 네덜란드군에 체포되면서 힘의 열세는 더 이상 반전하기 불가능한 것이 되었다. 1830년 3월 결국 협상에 응해 디파느가라가 말랑(Malang)으로 나갔다가 네덜란드에 체포되면서, 사실상 디파느가라를 구심점으로 하던 반 네덜란드 디파느가라 전쟁도 끝나고 말았다.
이 전쟁은 자와 지역에 엄청난 인명 피해를 일으켰다. 6천 명 가량의 네덜란드 군인과 유럽인이 사망하였으며, 7천 명 이상의 디파느가라를 따르는 자와군이 죽었다. 뿐만 아니라 최소한 20만 명의 자와인이 죽었고 왕도 욕야카르타의 인구는 절반으로 감소하였다.